# جورج آر. پرایس
جورج آر پرایس (انگلیسی: George R. Price؛ ۶ اکتبر ۱۹۲۲ – ۶ ژانویهٔ ۱۹۷۵) یک دانشمند شیمی‌فیزیک و روزنامه‌نگار علمی اهل ایالات متحده آمریکا بود. پرایس در سال ۱۹۶۷ زادگاهش نیویورک را ترک کرد و در سال ۱۹۶۷ به آزمایشگاه گالتون در لندن رفت و مشغول فعالیت در زمینهٔ زیست‌شناسی نظری شد. پرایس اغلب برای فرمول بندی معادله قیمت در سال ۱۹۶۷ مورد توجه قرار می‌گیرد.
در آنجا بود که او سه دستاورد بزرگ علمی داشت: اول، بازتعریف نظریهٔ انتخاب خویشاوندی از ویلیام دی همیلتون با ارایهٔ یک معادله ارزش، دوم، معرفی مفهوم استراتژی پایدار تکاملی (به کمک جان مینارد اسمیت) که یکی از مفهوم‌های پایه‌ای در نظریه بازی‌ها است و سوم، نوشتن فرمول قضیه اساسی فیشر در مورد انتخاب طبیعی.

## مهاجرت به لندن
او در اوج تابستان وارد لندن شد. او در طی چند سال نام خود را بر سر زبان‌ها انداخت. پرایس در لندن زندگی بسیار انفرادی داشت. او هرگز به خصوص اجتماعی نبود، اما اکنون در یک شهر خارجی کاملاً تنها بود. شاید این افکار مربوط به خانواده متروک او بود که پرایس را به کار ویلیام دی همیلتون در مورد انتخاب خویشاوندی کشاند، این ایده که فرگشت می‌تواند بقای خویشاوندان را بر موفقیت باروری خود در شرایط خاص ترجیح دهد. نظریه انتخاب خویشاوندی همیلتون توضیحی برای چگونگی فرگشت نوع‌دوستی در خانواده گسترده ارائه می‌دهد. «خواهرتان را به فرودگاه برانید و مطمئن می‌شوید که نیمی از ژن‌هایتان در تعطیلات سالم می‌روند، اما احتمالاً برای پسر عمویتان ارزش ندارد ساعت ۴ صبح بیدار شوید.» این نقطه عطفی در درک زیست‌شناسی فرگشتی بود. ناگهان آشکار شد که ژن‌های ما آنقدر که فکر می‌کردیم وفادار نیستند. در واقع تا زمانی که کپی‌هایشان در بدن دیگران باقی بماند، با خوشحالی ما را مرده خواهند دید. ریچارد داوکینز بعداً این ایده را در «ژن خودخواه» رایج کرد و انسان‌ها را به‌عنوان «وسایل نقلیه روباتی برنامه‌ریزی شده کورکورانه برای حفظ مولکول‌های خودخواه موسوم به ژن» توصیف کرد.

## معادله قیمت
معادله قیمت (wΔz=Cov(wi,zi)+E(wi,zi)) توصیف کاملی از رابطه بین یک صفت (z) و تناسب نسبی آن (w) است. بخش کوواریانس معادله پرایس (Cov(wi,zi)) یک توصیف ریاضی از منطق ساده داروینی است. کوواریانس یک معیار ارتباط است، بنابراین اگر شما یک ویژگی دارید که به‌طور مثبت با برازش مرتبط است، فراوانی آن افزایش می‌یابد. این فقط یک ترجمه ریاضی از عبارت «بقای شایسته» است.

## بیماری تیروئید
این دانشمند همچنین به دلیل یک عمل ناموفق برای برداشتن تومور از تیروئیدش تا حدی فلج شد. این جراحی توسط یک دوست قدیمی که پزشک بود انجام شد و او را مجبور به مصرف داروهای حیاتی برای زنده ماندن کرد.

## ایمان آوردن به مسیحیت
پرایس با وسواس به خواندن کتاب مقدس و جستجوی رمزهای پنهان گذراند. او ادعا کرد که عیسی در رؤیایی نزد او آمده تا بگوید او توسط خدا انتخاب شده‌است تا معادله خود و پیامدهای آن را با بشر در میان بگذارد. اکنون با این باور که سرنوشتش در دستان نیرویی بالاتر است، اعمالش به‌طور فزاینده ای سرنوشت ساز شد. پرایس معتقد بود که از دستورهای مستقیم خدا اطاعت می‌کند. او خود را «برده» اعلام کرد و از مصرف داروهای تیروئید خود دست کشید تا به خدا اجازه دهد تصمیم بگیرد که زنده بماند یا بمیرد.
او پس از ایمان آوردن به مسیحیت و بخشیدن تمام دارای اش به فقرا خود را کشت.